# Drogo
Drogo (ur. ok. 1118 w Épinoy, zm. 16 kwietnia 1189 w Sebourgu) – święty katolicki, rekluz.
Osierocony przy urodzeniu pogrobowiec, zrzekł się rodzinnego majątku i został pasterzem. Swój czas dzielił między pielgrzymki, modlitwę i umartwianie. Nie mogąc podołać trudom wędrówek udał się do Sebourga i tam znalazł odosobnienie w celi przy miejscowym kościele. Jest patronem pasterzy i pastwisk, a jego wspomnienie w Kościele katolickim obchodzone jest w dzienną rocznicę śmierci.
Przypisywano św. Drogo dar bilokacji.